# 티어파크 베를린

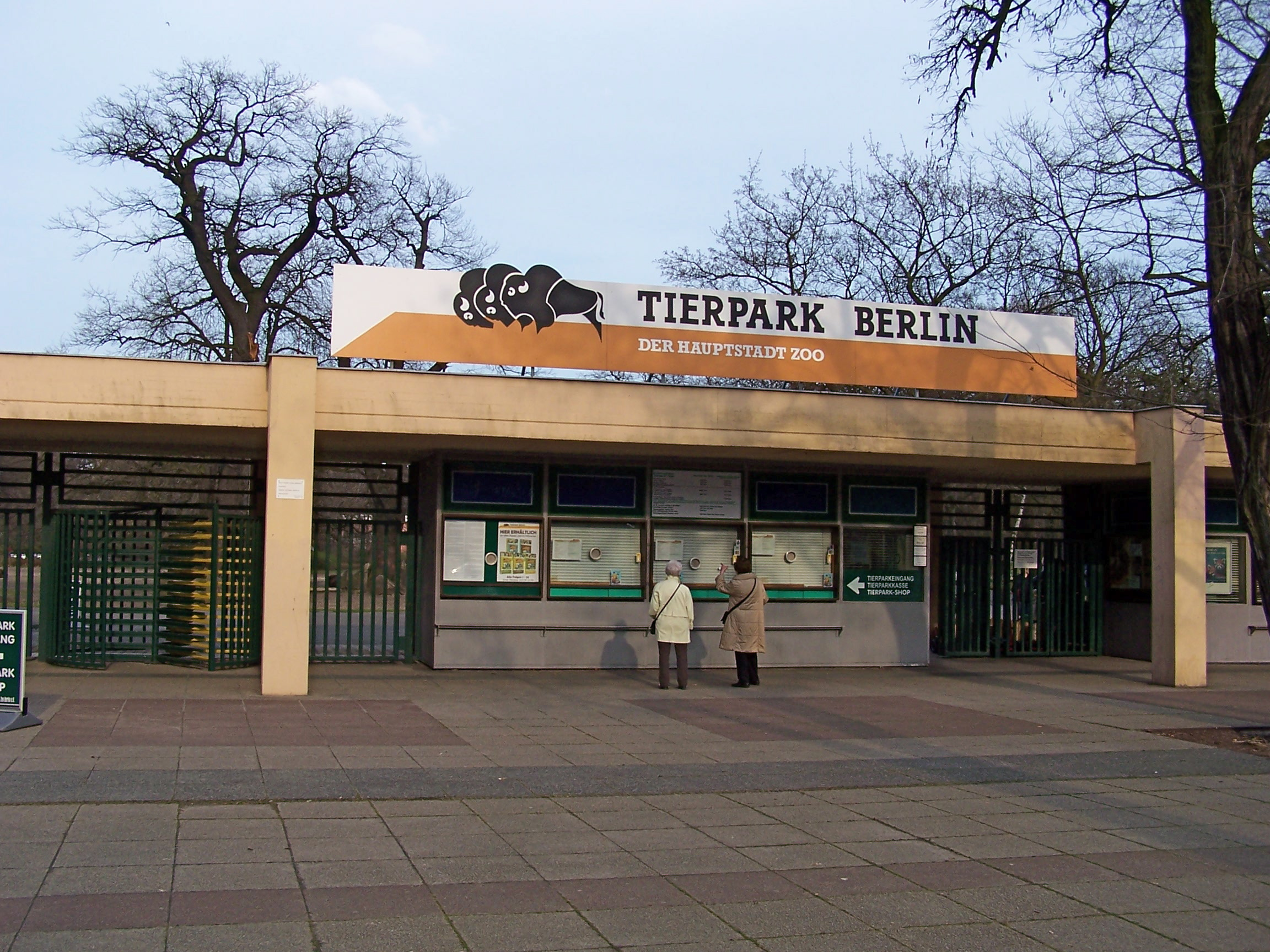
티어파크 베를린 입구

티어파크 베를린(독일어: Tierpark Berlin)은 독일 베를린 리히텐베르크구에 있는 동물원이다. 서베를린에 있는 베를린 동물원을 대신하기 위해 동독에서 1955년 신설하였다.